# Hadena sancta
Hadena sancta är en fjärilsart som beskrevs av Otto Staudinger 1859. Hadena sancta ingår i släktet Hadena och familjen nattflyn. Inga underarter finns listade i Catalogue of Life.